# ビタミンKエポキシドレダクターゼ
ビタミンKエポキシドレダクターゼ（vitamin K epoxide reductase, VKOR）は、グルタミン酸のカルボキシル化で酸化した後、ビタミンKを還元する酵素である。そのC1サブユニット(VKORC1) は、抗凝固薬であるワルファリンのターゲットである。